# Protel grzywiasty
Protel grzywiasty, protel, hiena grzywiasta (Proteles cristata) – gatunek drapieżnego ssaka z podrodziny proteli (Protelinae) w obrębie rodziny hienowatych (Hyaenidae).

## Taksonomia
Gatunek po raz pierwszy zgodnie z zasadami nazewnictwa binominalnego opisał w 1783 roku szwedzki przyrodnik Anders Sparrman nadając mu nazwę Viverra cristata. Jako miejsce typowe Sparrman wyznaczył blisko „Little Fish River, w Somerset East, w Kolonii Przylądkowej”.
Chociaż wcześniej P. cristata umieszczano we własnej rodzinie Protelidae, P. cristata obecnie jest umieszczany w Hyaenidae. Występuje w dwóch odrębnych populacjach oddalonych od siebie o około 1500 km. Autorzy Illustrated Checklist of the Mammals of the World rozpoznawali dwa podgatunki w oparciu o dwie odrębne populacje oddalone od siebie o około 1500 km, jednak analizy w oparciu o dane morfologiczne i genetyczne wykazały że obie populacje reprezentują odrębne gatunki – P. cristata i P. septentrionalis.

### Etymologia
- Proteles: gr. προ pro „przed, z przodu”; τελειος teleios „doskonały”[15].
- cristata: łac. cristatus „czubaty, ozdobiony kitą”, od crista „czub, grzebień”[16].

## Występowanie
Występuje wyłącznie na kontynencie afrykańskim. Protel grzywiasty zamieszkuje większość południowej Afryki (południowa Angola, południowa Zambia, południowo-zachodni Mozambik, Namibia, Botswana, Zimbabwe, Eswatini, Lesotho i Południowa Afryka).

## Wygląd
Długość ciała (bez ogona) 55–80 cm, długość ogona 20–30 cm, wysokość w kłębie 45–50 cm; masa ciała 8–12 kg (wyjątkowo do 14 kg). Brak dymorfizmu płciowego. Jest mniejszy od innych hien co pozwala na jego łatwą identyfikację. Ponadto w odróżnieniu od innych hien mają po pięć palców na przednich łapach. Protel ma gęste futro z szorstkim podkładem o barwie żółto-białej, szarej i rudawej z ciemnymi pasami. Na grzbiecie występuje pięć poprzecznych czarnych pasów oraz ciemna biegnąca wzdłuż grzbietu grzywa, która jeży gdy zwierzę chce się wydać większym niż jest. Podobne pasy występują na nogach zwierzęcia i jego szyi. Sierść w części twarzowej jest krótka i jasna, na reszcie ciała długa. Sam pysk jest ciemnobrązowy i wyraźnie odcina się od pozostałej części głowy. Pysk jest mocny z uzębieniem typowym dla drapieżników, ale jego zęby trzonowe często są zredukowane i ich liczba jest zmienna. Uszy i oczy są bardzo duże w stosunku do wielkości zwierzęcia. Ma bardzo szeroki język, który wytwarza lepką ślinę używaną do łowienia termitów.

## Ekologia

### Tryb życia
Zamieszkuje otwarte, trawiaste obszary z odosobnionymi zagajnikami i zakrzaczeniami. Znajdywany jest także na sawannach i obszarach górzystych, ale nigdy w lasach i na pustyni. Protel jest zwierzęciem nocnym, chociaż w pewnych okresach wykazuje dzienną aktywność. Żyje w odosobnionych monogamicznych parach. Jest zwierzęciem terytorialnym, a jego wielkość jego areału wynosi 4 km². Terytorium oznaczane jest przez mocz i wydzieliny gruczołów odbytowych w odległości do 50 m poza granicami terytorium. W oznaczaniu terytorium biorą udział zarówno samce, jak i samice, niemniej samce robią to częściej. Obce osobniki, które znalazły się na terytorium danej pary, są w różny sposób traktowane. Spotkanie osobników różnej płci może zakończyć się stosunkiem seksualnym, natomiast obcy osobnik tej samej płci jest przeganiany. Jeżeli dojdzie do konfrontacji, intruz jest gryziony w szyję.
Wewnątrz terytorium znajduje się obszar, który nie jest znaczony. W jego obrębie osobniki kopią dziurę, która służy im za latrynę. Jest ona przy każdej wizycie odkopywana i zakopywana. Protel przystępuje do rozrodu tylko raz w roku. Ruja przypada na okres czerwca i pierwszych dwóch tygodni lipca. W tym okresie samice kopią norę i budują w niej gniazdo lęgowe. Samice są receptywne przez 3 do 5 dni. Kopulacja trwa od 3 do 5 godzin. Ciąża trwa 90 dni, po czym rodzi się od 2 do 4 nagich i ślepych szczeniąt. Młode karmione są mlekiem przez cztery miesiące. Przez pierwszy miesiąc życia nie opuszczają nory, po czym towarzyszą dorosłym w wycieczkach poza gniazdo. Opieka rodzicielska sprawowana jest przez oboje rodziców. Samica opiekuje się młodymi, podczas gdy samiec chroni terytorium. Samiec opiekuje się także młodymi, gdy samica wyrusza na żer. Gdy młode stają się samodzielne, towarzyszą rodzicom w żerowaniu. Po roku opuszczają rodzinę i przenoszą się na inny teren.

### Długość życia
W niewoli żyją 13 lat. W naturze długość ich życia jest krótsza i jak dotąd nieudokumentowana.

### Komunikacja
Komunikacja między osobnikami obejmuje komunikację wokalną (poszczekiwania, wycie, warczenie i skomlenie), wizualną (jeżenie sierści), dotykową (dotykanie się nosem, lizanie, zwłaszcza młodych) i zapachową (oznaczanie terytorium).

### Pożywienie
Żeruje samotnie, nawet wtedy, gdy żyje w parze. Podczas żerowania towarzyszyć mu może tylko niedojrzałe potomstwo. Żywi się głównie owadami. Znany jest przede wszystkim jako termitożerca. Podczas ciepłych miesięcy spożywa termity z rodzaju Trinervitermes, a podczas zimy z rodzaju Hodotermes. W przeciwieństwie do innych termitofagów nie rozkopuje termitier, ale poluje na termity chodzące po ziemi zlizując je z niej po prostu. Jeden protel może skonsumować 300000 termitów podczas jednej nocy.

### Wrogowie
Naturalnym jego wrogiem jest szakal czaprakowy, zabijający głównie szczeniaki. Największym dla niego zagrożeniem są ludzie. Zdarza się, że jest zabijany przez farmerów, gdy w poszukiwaniu termitów zawędruje na tereny rolnicze. Ginie też pod kołami na drogach. Nie jest zwierzęciem chronionym.